# Vuls
Vuls è uno software open source di tipo agentless per l'analisi delle vulnerabilità di sicurezza scritto in linguaggio  Go e progettato per sistemi operativi di tipo Unix-like, principalmente Linux e FreeBSD.  
Il software automatizza il processo di identificazione delle vulnerabilità di sicurezza presenti sui sistemi target.
Vuls utilizza database di vulnerabilità quali il National Vulnerability Database (NVD), OVAL e altri per identificare potenziali problemi di sicurezza. Supporta diverse modalità di scansione, tra cui una modalità veloce e una più approfondita, che permette di analizzare in dettaglio i sistemi.  
La lista delle vulnerabilità viene aggiornata utilizzando i diversi database di sicurezza che  forniscono informazioni dettagliate su vulnerabilità note, inclusi gli ID CVE (Common Vulnerabilities and Exposures), descrizioni e analisi dell'impatto. Vuls utilizza strumenti come go-cve-dictionary e goval-dictionary per estrarre e gestire i dati da queste fonti. 
Vuls si differenzia da altri strumenti di scansione delle vulnerabilità per la sua architettura agentless, che elimina la necessità di installare software aggiuntivo sui sistemi da analizzare. Inoltre, è in grado di rilevare vulnerabilità non solo nei pacchetti standard del sistema operativo, ma anche in librerie e framework compilati manualmente. La sua integrazione con diversi database di vulnerabilità come NVD e OVAL garantisce una copertura completa e aggiornata delle potenziali minacce.
Vuls è anche in grado di generare report dettagliati e inviarli automaticamente via email o Slack.
Vuls è stato inizialmente creato da Kota Kanbe, con contributi da diversi altri sviluppatori nel corso del tempo ed è rilasciato sotto licenza GPL 3.0. 

## Caratteristiche
Vuls viene installato su una macchina server che ha lo scopo di eseguire le scansioni dei sistemi target ai quali si connette tramite SSH. Una volta connesso raccoglie i dati e li elabora confrontandoli con i database delle vulnerabilità.
Vuls supporta sia un'interfaccia da terminale che una GUI web. Le scansioni possono essere eseguite a intervalli regolari andando a pianificarle tramite cron o strumenti analoghi. 
Il sistema è composto da diversi moduli, tra cui:
- Scanner: componente che si occupa dell'identificazione delle vulnerabilità nei pacchetti del sistema operativo e nei software compilati manualmente.
- Reporter: componente che si occupa di generare i report che possono essere inviati anche via email o Slack.
- Database Integration: Si collega a fonti esterne per ottenere informazioni aggiornate sulle vulnerabilità.

Vuls supporta sia un'interfaccia da terminale che una GUI web. È possibile configurare scansioni regolari utilizzando strumenti come CRON per automatizzare il processo. 